# Christiaan Brunings (1810-1873)
Christiaan Brunings (Vianen, 17 december 1810 - Den Haag, 23 mei 1873) was een Nederlands waterbouwkundige, lid van de waterbouwfamilie Brunings. Hij is de zoon van Conrad Ludwig Brunings.

## Opleiding en eerste werkkring
Hij verloor zijn vader op al op zesjarige leeftijd, en werd opgevoed in Arnhem. Hij ging in 1825 studeren aan de artillerie- en genieschool in Delft. Bij de verhuizing van dit instituut in 1828 naar Breda (het werd toen de Koninklijke Militaire Academie) ging hij mee. Na zijn afstuderen in 1829erd hij "élève-aspirant van den waterstaat". Bij de Belgische opstand van 1830 bood hij zich als vrijwilliger aan, en is tot 1834 onder de wapenen geweest. Daarna ging hij weer naar de Rijkswaterstaat en werd hij in Leeuwarden als aspirant-ingenieur geplaatst. In 1839 werd hij bevorderd tot ingenieur 2e klasse.

## Verschillende arrondissementen en inspecties
Hij werd in1845 provinciaal ingenieur van Gelderland met standplaats Zutphen. Hij heeft zich daar hoofdzakelijk met de Berkel bezig gehouden, waaraan weinig te doen was. In 1849 werd hij waarnemend hoofdingenieur in Assen. Omdat hij nog vrij jong was en weinig ervaring had vermoedt Ramaer dat hij dit te danken had aan zijn beroemde vader. Echter, deze was al 35 jaar daarvoor overleden en zijn oom Christiaan was inmiddels ook al 25 jaar overleden. In 1854 werd hij hoofdingenieur in de provincie Groningen.  In 1864 werd hij bevorderd tot hoofdingenieur in Zeeland; in rang was dat dezelfde functie, maar het werd gezien als een veel zwaardere taak. In 1867 volgde hij Fijnje van Salverda op als inspecteur in Arnhem. 

## Den Haag
Toen in 1870 Beijerinck met pensioen ging werd hij toen inspecteur in Den Haag. In deze periode schreef hij ook samen met Pieter Caland een nota over de waterhuishouding in Friesland. Ook bemoeide hij zich met het traktaat met België over de vaarweg tussen Antwerpen en Rotterdam. Hij werd toen ook gekozen door voorzitter van het Koninklijk Instituut van Ingenieurs, maar heeft dat niet lang gedaan. Hij vond dat hij hierdoor te veel verantwoordelijkheden kreeg, en bedankte al in1871 als voorzitter. 

## Privé
Hij is driemaal gehuwd: Op 26 oktober 1835 trouwde hij in Vlssingen met Cornelia Maria Gobius, zij overleed in Assen in mei 1850 tijdens een bevalling. Daarna trouwde hij op19 november 1852 in Leiden met de uit Assen afkomstige Aletta Servatius, zij overleed een maand na het huwelijk. Vervolgens trouwde hij op 6 oktober 1866 te Oostkapelle met Cornelia Jacoba Maria de Jonge van Ellemeet. Hij had uit zijn eerste huwelijk een zoon, Christiaan Ludwig  Brunings, die in Delft studeerde (civiele techniek en bouwkunde), daar niet afgestudeerd is en later fabricage-chef aan de suikerfabriek Holland in Halfweg was.
- Biografisch Portaal: 52310034
- International Standard Name Identifier: 0000 0003 9403 1520
- Virtual International Authority File: 288424734